# Mount Ayr (Iowa)
Mount Ayr ist eine Stadt (mit dem Status „City“) und Verwaltungssitz des Ringgold County im US-amerikanischen Bundesstaat Iowa. Im Jahr 2010 hatte Mount Ayr 1691 Einwohner, deren Zahl sich bis 2015 auf 1686 leicht verringerte. Das U.S. Census Bureau hat bei der Volkszählung 2020 eine Einwohnerzahl von 1.623 ermittelt.

## Geografie
Mount Ayr liegt im Südwesten Iowas, östlich des Quellgebiets des Middle Fork Grand River, der über den Grand River zum Einzugsgebiet des Missouri gehört.
Die geografischen Koordinaten von Mount Ayr sind 40°42′53″ nördlicher Breite und 94°14′07″ westlicher Länge. Das Stadtgebiet erstreckt sich über eine Fläche von 6,97 km².
Nachbarorte von Mount Ayr sind Tingley (19,1 km nördlich), Beaconsfield (26,9 km nordöstlich), Kellerton (16,2 km östlich), Hatfield in Missouri (29,4 km südsüdöstlich), Delphos (13,6 km südwestlich), Redding (23,9 km in der gleichen Richtung), Maloy (19,5 km westsüdwestlich), Benton (11,7 km westlich) und Diagonal (19,8 km nordwestlich).
Die nächstgelegenen größeren Städte sind Iowas Hauptstadt Des Moines (147 km nordnordöstlich), Kansas City in Missouri (221 km südlich), Nebraskas Hauptstadt Lincoln (236 km westlich) und Nebraskas größte Stadt Omaha (203 km nordwestlich).

## Verkehr
Im Stadtgebiet von Mount Ayr kreuzen der in Nord-Süd-Richtung verlaufende U.S. Highway 169 und der von West nach Ost führende Iowa Highway 2. Alle weiteren Straßen in Mount Ayr sind untergeordnete, teils unbefestigte Fahrwege oder innerörtliche Verbindungsstraßen.
Mit dem Judge Lewis Field Mount Ayr Municipal Airport befindet sich im südöstlichen Stadtgebiet ein kleiner Flugplatz für die Allgemeine Luftfahrt. Die nächsten Verkehrsflughäfen sind der Des Moines International Airport (136 km nordnordöstlich), der Kansas City International Airport (202 km südlich) und das Eppley Airfield in Omaha (204 km nordwestlich).

## Bevölkerung
Nach der Volkszählung im Jahr 2010 lebten in Mount Ayr 1691 Menschen in 746 Haushalten. Die Bevölkerungsdichte betrug 241,9 Einwohner pro Quadratkilometer. In den 746 Haushalten lebten statistisch je 2,14 Personen.
Ethnisch betrachtet setzte sich die Bevölkerung zusammen aus 98,1 Prozent Weißen, 0,1 Prozent Afroamerikanern, 0,7 Prozent Asiaten und 0,8 aus anderen ethnischen Gruppen; 0,4 Prozent stammten von zwei oder mehr Ethnien ab. Unabhängig von der ethnischen Zugehörigkeit waren 1,6 Prozent der Bevölkerung spanischer oder lateinamerikanischer Abstammung.
19,9 Prozent der Bevölkerung waren unter 18 Jahre alt, 50,4 Prozent waren zwischen 18 und 64 und 29,7 Prozent waren 65 Jahre oder älter. 55,5 Prozent der Bevölkerung waren weiblich.
Das mittlere jährliche Einkommen eines Haushalts lag im Jahr 2014 bei 45.865 USD. Das Pro-Kopf-Einkommen betrug 24.295 USD. 11,0 Prozent der Einwohner lebten unterhalb der Armutsgrenze.

## Bekannte Bewohner
- Peggy Whitson (geb. 1960) – Astronautin – geboren in Mount Ayr